# El gato volador
«El gato volador» es una canción de reggaetón compuesta y producida por el artista panameño Rodney Sebastian Clark Donald (alias El Chombo), en 1999,  para el álbum Cuentos de la cripta volumen 3. La canción es interpretada por Carlos Córdoba y Steve Valois.

## Cuentos de la cripta
Cuentos de la cripta fue una serie de álbumes de música urbana, producidos por El Chombo. En ellos participaban una gran cantidad de artistas haciendo las letras e interpretando las canciones. El primer volumen fue producido en 1997. El segundo volumen, con 24 canciones, apareció en 1998. El tercer volumen fue producido en 1999 y el cuarto en 2003.
En el tercer volumen hubo éxitos como «Papichulo», «Chacarrón» y «El gato volador». Este tercer volumen fue un éxito comercial que fue más allá de América Latina, pues también tuvo repercusión en Europa. «Chacarrón» alcanzó el segundo puesto en las listas de popularidad de Reino Unido en 2005, y «Papichulo» fue un éxito del verano en España, Holanda e Italia.

### Historia de la canción
Por su parte, «El gato volador», la canción más exitosa del álbum, no estaba planeada para aparecer, pues fue compuesta en último momento. Según cuenta El Chombo, se realizó en el estudio en una noche, pues los cantantes Carlos Córdoba y Steve Valois llegaron tarde y sin preparar ninguna canción; y como no querían quedar fuera del álbum, improvisaron una canción a partir de las caricaturas que estaban viendo, del canal Cartoon Network, relacionadas con gatos. En la letra se señala: "Hubo una fiesta en mi barrio, llegó Don Gato, llegó el gato Tom, llegó el gato Félix, llegó Silvestre, también vino Garfield". Según narra El Chombo: 
Allí había un gato que se vestía de súper héroe, como si fuera Superman y cuando yo veía eso les dije: '¿Saben una cosa? Canten esa vaina que están viendo ahí, vamos a hacer algo del gato volador' y así se quedó, era una canción que ni siquiera iba a entrar en el disco y fue la que más pegó hasta el día de hoy.
En 2023, durante un programa de televisión en CNN en Español conducido por Don Francisco, el cineasta chileno Grex Cavendish-Crawford le volvió a preguntar por el origen de la canción, a lo que el Chombo volvió a relatar la historia. A los días de transmitido el programa, en redes sociales (especialmente TikTok) los usuarios identificaron el programa animado al que El Chombo hacía referencia. Era un episodio de La vaca y el pollito, serie animada estadounidense muy popular a mediados de los años 1990.

## Éxito comercial
El álbum con la canción vendió en México unas 150 000 copias, y fue un éxito en varios países. En 2001 aparece una versión single de «El gato volador».
El ritmo y el estribillo hicieron que la canción se volviera muy popular, a pesar de que la letra no tuviera un sentido aparente. Sin embargo, se trató de un éxito pasajero y otras canciones posteriores de El Chombo no tuvieron mayor repercusión.

## Demanda por derechos de autor
En mayo de 2021, Carlos Córdoba, conocido como Cracker Jack, inició un proceso legal por la canción, debido a que no estaba recibiendo regalías por las reproducciones de la canción en plataformas digitales, y porque sólo El Chombo aparecía como el intérprete en Spotify, a pesar de que Córdoba habría participado en la creación de la canción.